# Aulisostes pseudoparadoxus
Aulisostes pseudoparadoxus är en skalbaggsart som beskrevs av Henry Fuller Howden och Gill 2001. Aulisostes pseudoparadoxus ingår i släktet Aulisostes och familjen Hybosoridae. Inga underarter finns listade.